# Sinsinwar
Sinsinwar (Sansanwal) är en gotra tillhörig jaternas kast, och återfinns i Rajasthan och Uttar Pradesh. Maharajan Surajmal av Bharatpur ska ha tillhört denna gotra, där man annars ofta använder Faujdar som efternamn.